# Dagstorpstenen
Dagstorpsstenen, med signum DR 325, är en runsten från Dagstorps socken, numera placerad på Kulturen i Lund, Skåne. 

## Stenen
Stenen hittades 1910 av lantbrukaren Nils Paulsson, vilken fann ett antal fragment av en runsten som nyligen hade sprängts sönder och därefter förts till en stenkross för vidare nedmalning. Paulsson visade fyndet för Kulturens intendent Georg J:son Karlin, vilken lät samla in bitarna, först 24 stycken, senare hittades totalt 104 bitar. Karlin lät föra dem till sitt museum för att där åter sammansätta dem.
Det andra namnet i inskriptionen tolkades ursprungligen som "Itaker" men har senare utlästs som "Klack" eller "Glägg", ett namn som även återfinns på den i Småland belägna inskriften Sm 133 och har betydelsen "skarpögd".

## Inskriften
En translitterering av inskriften lyder:
× si(k)mtr × sati × stin × þansi × iftiR × klakR × faþur × sin ×
Normaliserad:
Sigmundr setti stein þenna eptir "klakR", fôður sinn.
Nusvenska:
Sigmund satte denna sten efter Glägg (eller Klack), fader sin.